# Phil Ford
Phil Jackson Ford Jr, född 9 februari 1956 i Rocky Mount, North Carolina, är en amerikansk idrottare som tog OS-guld i basket 1976 i Montréal. Detta var USA:s åttonde guld i herrbasket i olympiska sommarspelen. Han tog även emot utmärkelsen NBA Rookie of the Year Award några säsonger efter sin medverkan i Montréal.